# Pluto et le Raton laveur
Pour plus de détails, voir Fiche technique et Distribution.
Pluto et le Raton laveur (R'coon Dawg) est un dessin animé de la série des Mickey Mouse produit par Walt Disney pour RKO Radio Pictures, sorti le 10 août 1951.

## Synopsis
Mickey et Pluto partent à la chasse au raton laveur. Mais l'animal, diaboliquement rusé, va leur faire voir de toutes les couleurs !

## Fiche technique
- Titre : R'coon Dawg
- Autres titres[1] :
  - Allemagne : Pluto die Spürnase
  - France : Pluto et le Raton laveur
  - Suède : Pluto jagar tvättbjörn
- Série : Mickey Mouse mais devrait être un Pluto
- Réalisateur : Charles A. Nichols
- Scénario : Ralph Wright, Al Bertino
- Voix : James MacDonald (Mickey), Pinto Colvig (Pluto)
- Producteur : Walt Disney, John Sutherland
- Animateur : Norman Ferguson, Fred Moore, Marvin Woodward
- Layout : Lance Nolley
- Décor : Art Riley
- Effets d'animation : Jack Boyd
- Distributeur : RKO Radio Pictures
- Date de sortie : 10 août 1951[2]
- Format d'image : couleur (Technicolor)
- Son : Mono (RCA Photophone)
- Durée : 6 min 49 secondes
- Musique : Paul J. Smith
- Langue : (en)
- Pays :  États-Unis

## Voix françaises
- Jean-Paul Audrain : Mickey Mouse

## Commentaires
Bien qu'il fasse partie de la série des Mickey Mouse, ce dessin animé laisse davantage la place à Pluto au détriment de son maître qui n'apparaît dans le film qu'environ quarante secondes sur les sept minutes.